# Розалія Любомирська
Розалія Ходкевич (16 вересня 1768, Чорнобиль — 30 червня 1794, Париж) — аристократка Речі Посполитої. Згадується як «Розалія з Чорнобиля». Теща і водночас кузина Вацлава «Еміра» Жевуського.
Донька Яна Миколая Ходкевича та його дружини Людвіки з Жевуських. Мала братів Вацлава, Юзефа і відомого польського патріота Олександра Франтішека Ходкевича, а також сестру Ельжбету, одружену з відомим драматургом Мацеєм Радзивіллом.
З 1787 року дружина князя, київського каштеляна Александера Любомирського, власника «Опольського ключа» Любельського воєводства. Донька — Олександра, миропомазана Розалія. В Ополі перебувала рідко, більшість часу — у Варшаві, мандрівках Європою. Під час 4-річного сейму мала славу однієї з найкращих жінок. Прихильниця князя Юзефа Понятовського. Брала участь в контрреволюційній діяльності у Франції.
Арештована 19 квітня 1794 року за наказом Комітету публічної безпеки за звинуваченнями в контрреволюційній діяльності. Її долі «сприяв» значною мірою Робесп'єр — була страчена на гільйотині біля «рогатки» Vincennes, похована в спільній могилі паризького цвинтаря Пікпу.
Існує легенда, що в день своєї страти Розалія Любомирська (Ходкевич) явилась своїй матері Людвиці у вигляді тулуба з відсіченою головою. Фантом Розалії Любомирської з’явився в родовому маєтку Ходкевичів в Млинові, що на Рівненщині. Через деякий час після видіння Людвіка Ходкевич дізналась про страту своєї доньки в Парижі.

## Галерея

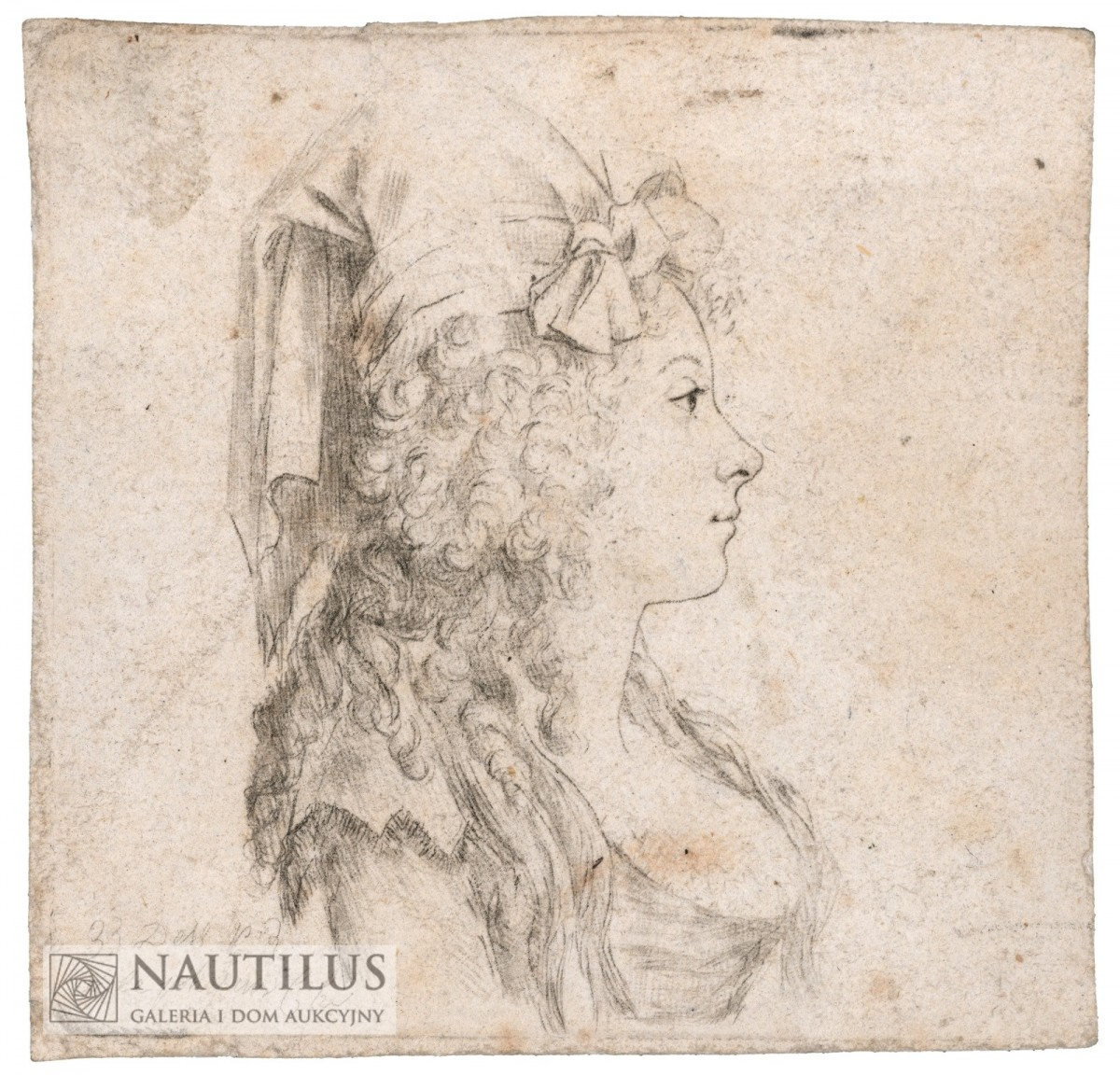
Портрет Розалії Любомирської авторства Констанції Жевуської
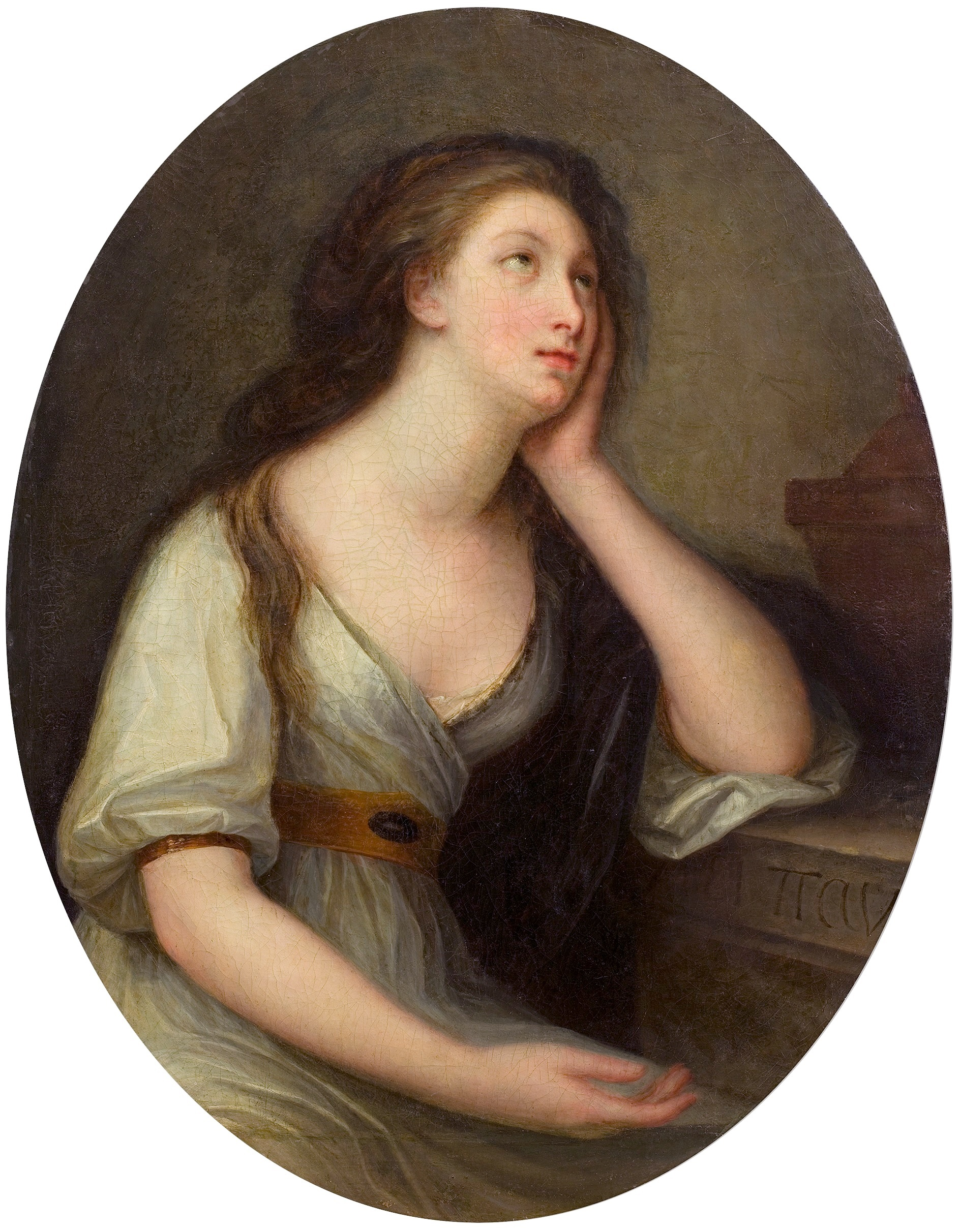
Портрет Розалії Любомирської, авторка Женев'єва Броссар де Больє
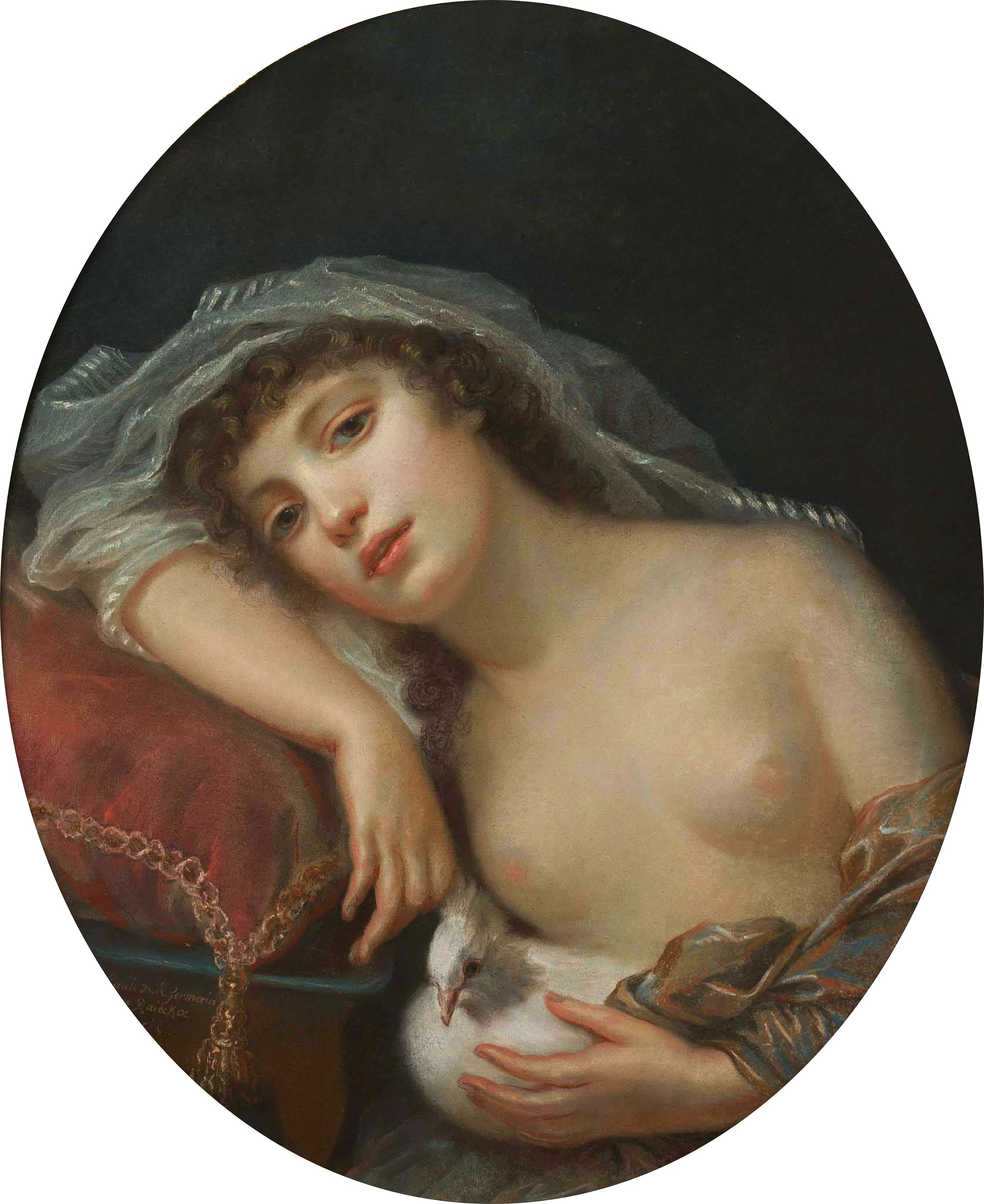
Дівчина з голубкою, алегоричний портрет Розалії Любомирської, автор Анна Раєцька
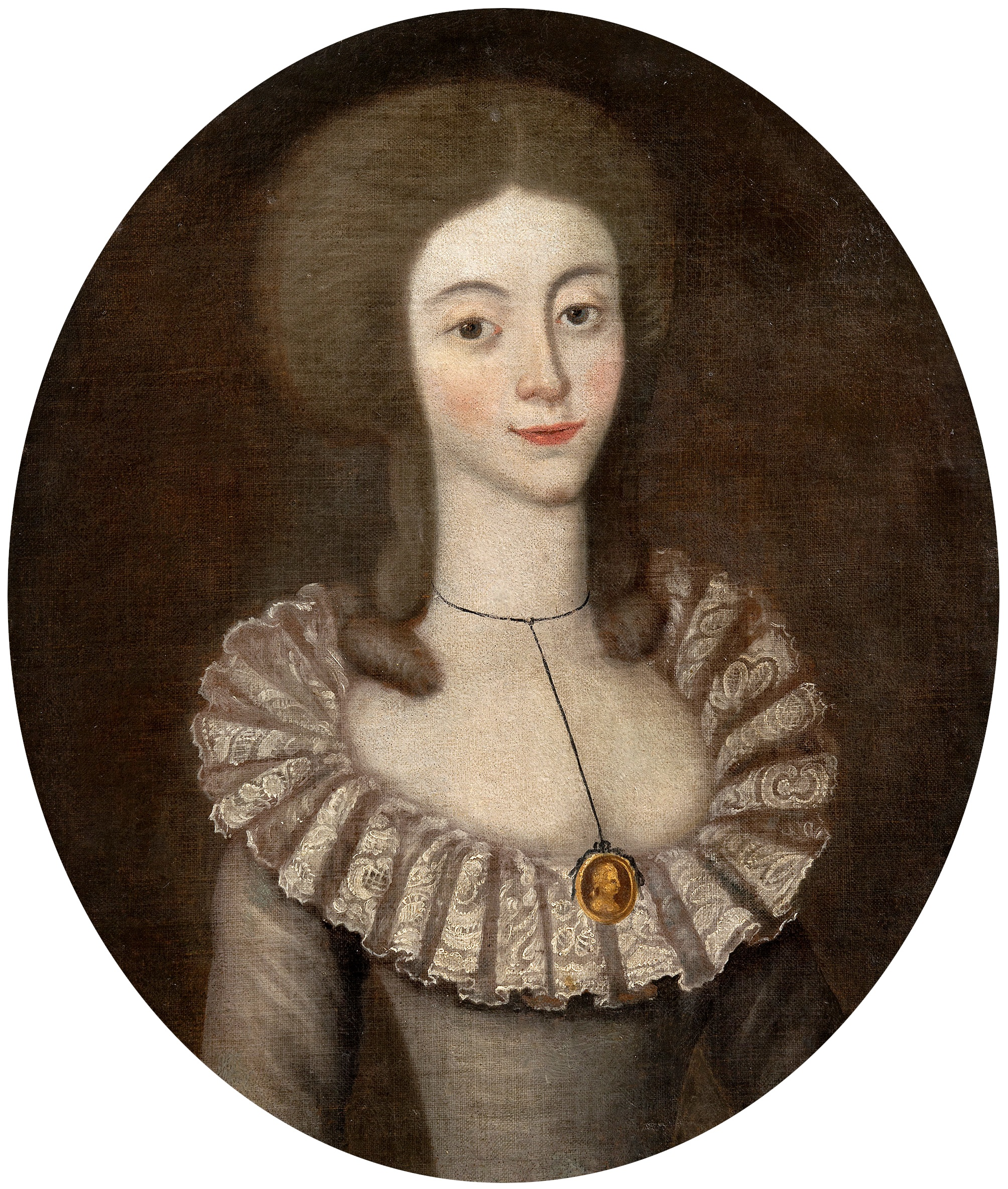
Розалія Любомирська
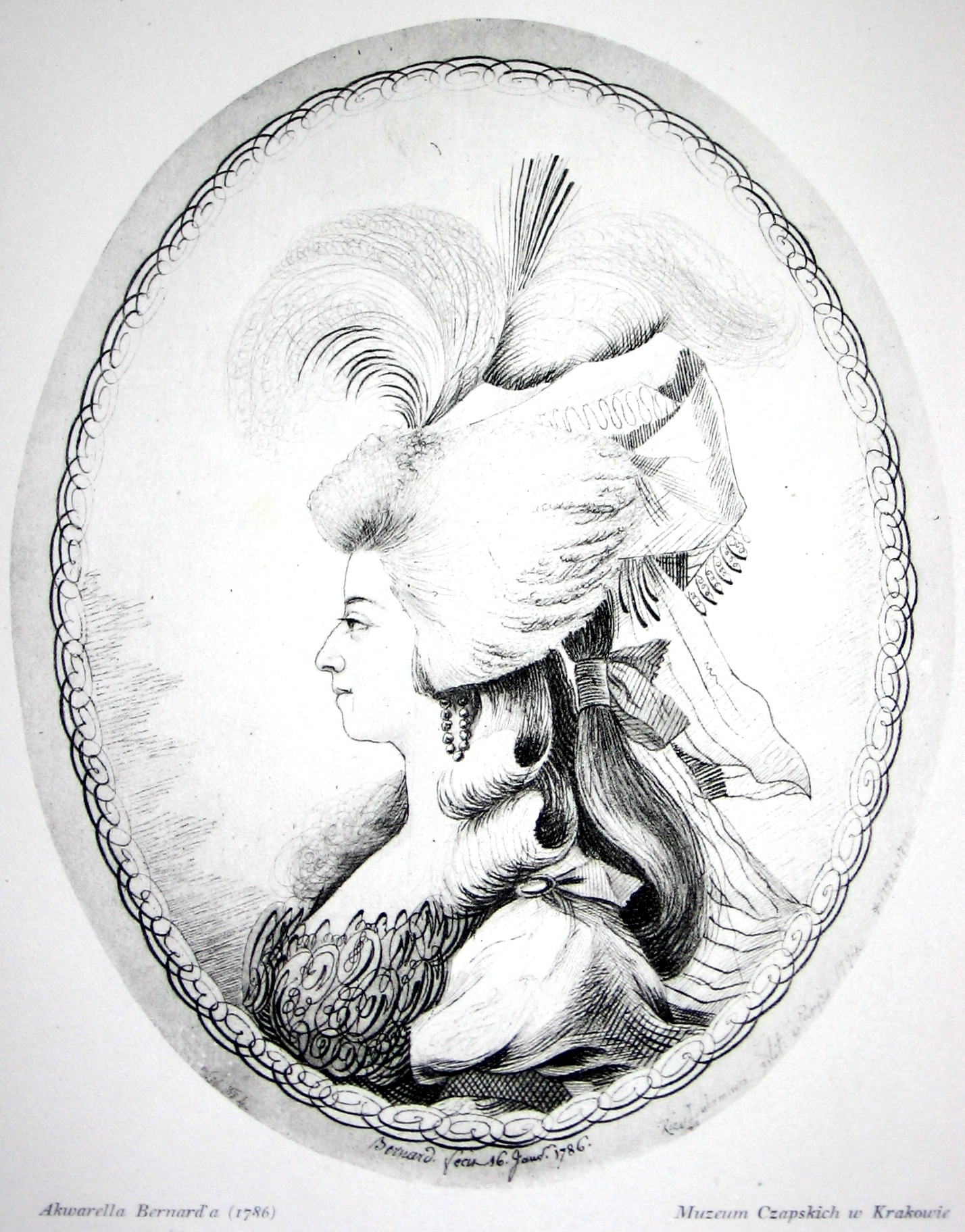
Мініатюрний портрет Розалії Любомирської 1786 року
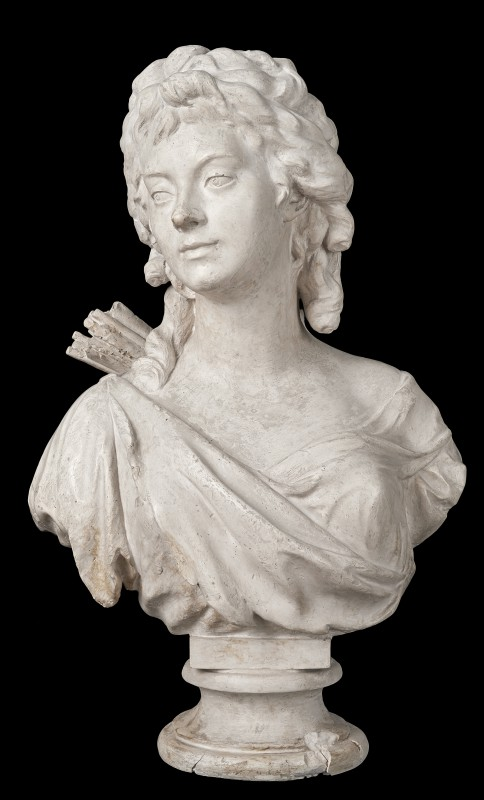
Розалія Любомирська в образі Діани, французький скульптор Андре-Жан Лебрен